# Charbon du maïs
Ustilago maydis
Pour les articles homonymes, voir Charbon.
Espèce
Le charbon du maïs est une maladie du maïs causée par un champignon pathogène, Ustilago maydis.
Au Mexique, les grains infectés sont appelés huitlacoche ; ils sont considérés comme un mets recherché,. Il y est vendu sur les marchés, tandis que d'autres régions du monde (y compris les États-Unis) continuent de rejeter ce produit comme ingrédient alimentaire[réf. souhaitée].
Ustilago maydis attaque aussi bien le maïs (Zea mays) que le genre voisin téosinte (Euchlena mexicana). Bien qu'il soit capable d'infecter n'importe quelle partie de la plante, les attaques les plus fréquentes touchent les ovaires et transforment les grains normaux de l'épi de maïs en grandes tumeurs difformes analogues à des champignons. Les spores noires produites par ces tumeurs donnent à l'épi un aspect roussi et brûlé. De fait, le nom du genre Ustilago dérive du verbe latin ustilare (brûler).

## Réponses agricoles

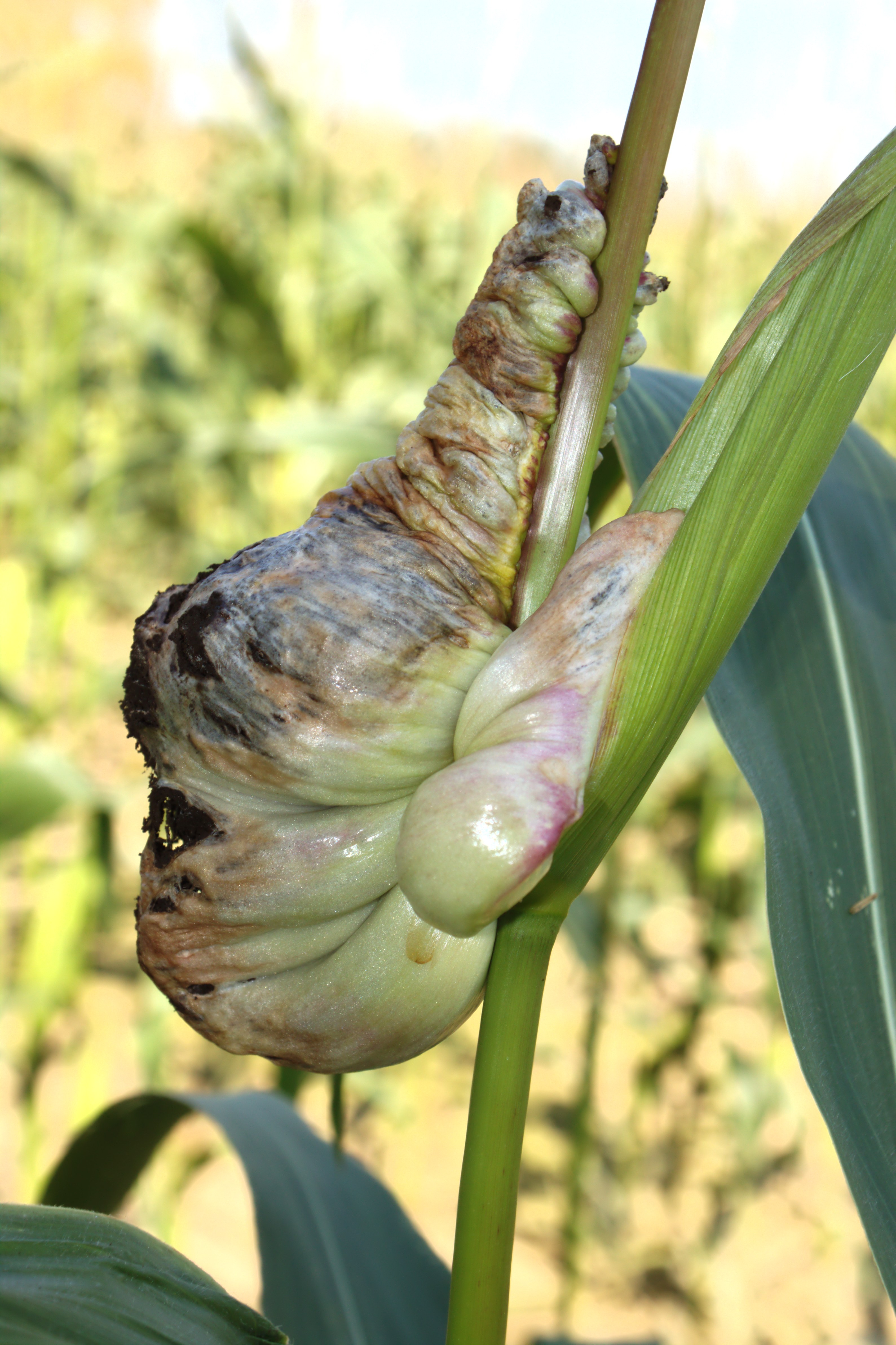
Ustilago maydis.

Aucun traitement fongicide n'est efficace contre ce champignon. Les moyens de lutte recommandés sont l'utilisation de cultivars résistants et des pratiques culturales appropriées :
- la destruction par le feu des plants infectés ; en effet, les spores se propagent dans le sol et hivernent jusqu'à la saison de culture suivante ;
- la rotation des cultures en intercalant des plantes insensibles à cette maladie comme le soja ou des céréales. La culture de seigle peut avoir un effet nettoyant.

## Gastronomie
Le charbon du maïs est consommé au Mexique, où sa production se fait à l'aide de variétés très sensibles à ce champignon permettant des récoltes importantes.
Récolté avant maturité, le cuitlacoche ou huitlacoche (en espagnol : /kwi.tlaˈko.t͡ʃe/ ou /gwi.tlaˈko.t͡ʃe/, en nahuatl : /wi.t͡ɬa.ko.t͡ɕe/) est un ingrédient classique de la haute gastronomie mexicaine.

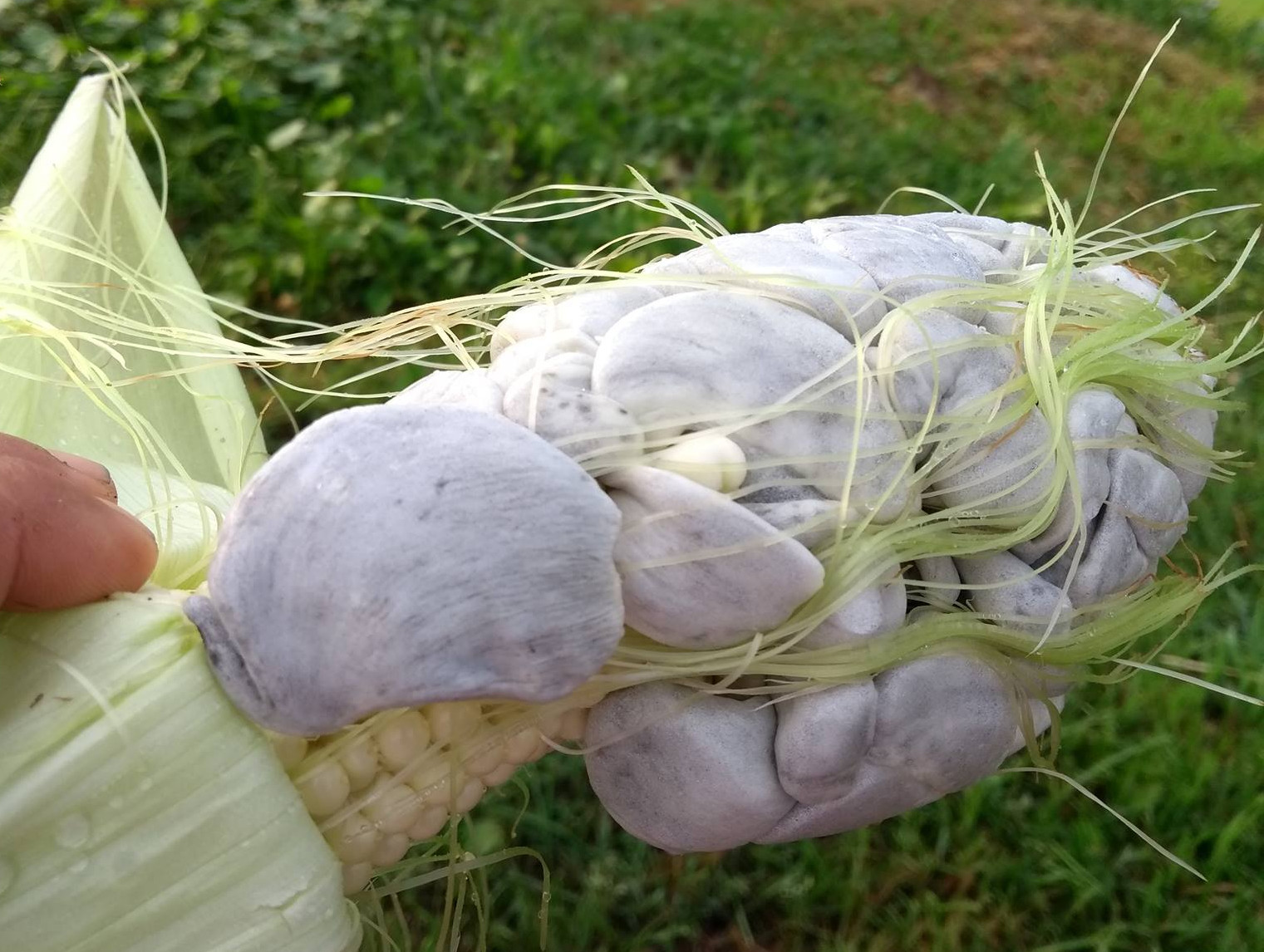
Le huitlacoche est un produit haut-de-gamme en gastronomie.

Il s'emploie dans les tacos, quesadillas et soupes ; considéré au Mexique comme un mets de choix, c'est un produit de luxe. Il porte parfois en France les noms fantaisistes  de  « truffe mexicaine », « champignon du maïs » ou « caviar aztèque ».
Le huitlacoche possède une teneur en glucides supérieure à celle des autres champignons, ce qui lui confère sa saveur sucrée ; d'autres saveurs proviennent de la vanilline (vanille) et du sotolon (caractéristique du sirop d'érable).
Le champignon est généralement cuisiné au beurre ou à l'huile et agrémenté d'oignon, de piment et d'epazote (fausse ambroisie).

## Nutrition
Le charbon du maïs contient beaucoup de protéines que le maïs n'a pas. Il a notamment de la lysine, acide aminé essentiel.